# Виченца
Виченца (итал. Vicenza) град је у северној Италији. Виченца је четврти највећи град у покрајини Венето и управно средиште истоименог округа.
Виченца има веома добро очувано старо градско језгро са низом цркава и палата, које је стога под заштитом УНЕСКО-а, али на туристичком пољу остала у сенци оближњих већих и важнијих градских средишта (Венеција, Верона, Падова). Међутим, шире подручје Виченце спада у најважније индустријске зоне Италије, много већег значаја спрам величине града.
Град је познат и као град архитекте Паладија који је пројектовао многа здања у Виченци.

## Географија
Вићенца се налази у североисточном делу Италије. Од престонице Рима град је удаљен 550 км северно, а од седишта покрајине, Венеције, 82 км западно.

### Рељеф
Виченца се налази у источном делу Падске низије. Град је смештен на јужним падинама Алпа, на стратешки важном месту где долина реке Бачињоне излази из алпског предела у равничарски.

### Клима
Клима у Виченци је измењена средоземна клима са знатним утицајем континенталне климе са севера. Стога су зиме нешто оштрије, а лета блажа него у јужнијим деловима Италије.

### Воде
Кроз град протиче река Бачињоне, која на овом месту излази из клисурастог дела своје долине и улази у Падску низију.

## Историја
Виченцу су основали италијанско племе Еуганеји и затим Палеовенети од 2. до 3. века п. н. е., од којих су је преотели Гали. Касније су је освојили Римљани, у 157. години п. н. е., дајући име овоме граду Вицетија или Винцентија (лат. Vicetia, Vincentia) што значи „победоносна“.
На почетку средњег века стратешки положај дао је Виченци донео је неколико бурних векова владавине варварских племена (Готи, Визиготи, Ломбарди). После тога град пада под утицај баварских владара, а у ствари стиче независност. Ускоро град постоје једна од северноиталијанских градова-државица. У ово време Виченца се брзо развија, а градом влада породица Скалигери. Међутим, сукоби око владања градом доводе до пада Виченце под власт Млетачке републике на почетку 15. века и такво стање остаје до краја 18. века.
Када је Наполеон 1797. укинуо Млетачку републику Кампоформијским миром почиње време наглих историјских промена за Виченцу. Током Наполеонових ратова Виченца је била део његове Краљевине Италије, да би потом била део Ломбардо-Венеције, вазалне државе Хабзбуршке монархије. Године 1866. Виченца и околина су придружени новооснованој Краљевини Италији. Овако буран 19. век довео је до пропадања града и смањења становништва.
Током 20. века Виченца је претрпела значајна разарања у светским ратовима. За време Првог светског рата северно од града водиле су се тешке борбе. У Другом светском рату град је био тешко оштећен савезничким бомбардовањима. Међутим, друга половина века била је обележена наглим привредним растом, наглом урбанизацијом града. Нови узлет град доживљава од 50-их година са развојем индустрије на ширем градском подручју и тако град постаје један од најразвијенијих градова Италије.

## Географија
| Клима Виченце (1971–2000, екстреми 1951–2008)      | Клима Виченце (1971–2000, екстреми 1951–2008) | Клима Виченце (1971–2000, екстреми 1951–2008) | Клима Виченце (1971–2000, екстреми 1951–2008) | Клима Виченце (1971–2000, екстреми 1951–2008) | Клима Виченце (1971–2000, екстреми 1951–2008) | Клима Виченце (1971–2000, екстреми 1951–2008) | Клима Виченце (1971–2000, екстреми 1951–2008) | Клима Виченце (1971–2000, екстреми 1951–2008) | Клима Виченце (1971–2000, екстреми 1951–2008) | Клима Виченце (1971–2000, екстреми 1951–2008) | Клима Виченце (1971–2000, екстреми 1951–2008) | Клима Виченце (1971–2000, екстреми 1951–2008) | Клима Виченце (1971–2000, екстреми 1951–2008) |
| Показатељ \ Месец                                  | .Јан.                                         | .Феб.                                         | .Мар.                                         | .Апр.                                         | .Мај.                                         | .Јун.                                         | .Јул.                                         | .Авг.                                         | .Сеп.                                         | .Окт.                                         | .Нов.                                         | .Дец.                                         | .Год.                                         |
| -------------------------------------------------- | --------------------------------------------- | --------------------------------------------- | --------------------------------------------- | --------------------------------------------- | --------------------------------------------- | --------------------------------------------- | --------------------------------------------- | --------------------------------------------- | --------------------------------------------- | --------------------------------------------- | --------------------------------------------- | --------------------------------------------- | --------------------------------------------- |
| Апсолутни максимум, °C (°F)                        | 15,9 (60,6)                                   | 21,7 (71,1)                                   | 26,8 (80,2)                                   | 30,0 (86)                                     | 34,8 (94,6)                                   | 37,4 (99,3)                                   | 37,4 (99,3)                                   | 38,2 (100,8)                                  | 33,2 (91,8)                                   | 29,4 (84,9)                                   | 24,4 (75,9)                                   | 17,8 (64)                                     | 38,2 (100,8)                                  |
| Максимум, °C (°F)                                  | 7,0 (44,6)                                    | 9,3 (48,7)                                    | 13,5 (56,3)                                   | 17,3 (63,1)                                   | 22,8 (73)                                     | 26,2 (79,2)                                   | 29,1 (84,4)                                   | 28,7 (83,7)                                   | 24,3 (75,7)                                   | 18,4 (65,1)                                   | 11,8 (53,2)                                   | 7,5 (45,5)                                    | 18,0 (64,4)                                   |
| Просек, °C (°F)                                    | 3,0 (37,4)                                    | 4,6 (40,3)                                    | 8,4 (47,1)                                    | 12,1 (53,8)                                   | 17,4 (63,3)                                   | 20,8 (69,4)                                   | 23,4 (74,1)                                   | 22,9 (73,2)                                   | 18,9 (66)                                     | 13,5 (56,3)                                   | 7,5 (45,5)                                    | 3,5 (38,3)                                    | 13,0 (55,4)                                   |
| Минимум, °C (°F)                                   | −1 (30)                                       | −0,1 (31,8)                                   | 3,3 (37,9)                                    | 7,0 (44,6)                                    | 11,9 (53,4)                                   | 15,5 (59,9)                                   | 17,7 (63,9)                                   | 17,2 (63)                                     | 13,5 (56,3)                                   | 8,5 (47,3)                                    | 3,1 (37,6)                                    | −0,4 (31,3)                                   | 8,0 (46,4)                                    |
| Апсолутни минимум, °C (°F)                         | −20 (−4)                                      | −18,6 (−1,5)                                  | −10 (14)                                      | −3,2 (26,2)                                   | −0,8 (30,6)                                   | 2,6 (36,7)                                    | 9,5 (49,1)                                    | 8,0 (46,4)                                    | 3,8 (38,8)                                    | −3,6 (25,5)                                   | −8 (18)                                       | −13 (9)                                       | −20,0 (−4)                                    |
| Количина падавина, mm (in)                         | 76,5 (3,012)                                  | 67,9 (2,673)                                  | 76,9 (3,028)                                  | 97,3 (3,831)                                  | 100,0 (3,937)                                 | 104,3 (4,106)                                 | 74,0 (2,913)                                  | 79,5 (3,13)                                   | 92,7 (3,65)                                   | 115,5 (4,547)                                 | 93,7 (3,689)                                  | 81,5 (3,209)                                  | 1.059,8 (41,725)                              |
| Дани са падавинама (≥ 1.0 mm)                      | 7,0                                           | 5,0                                           | 6,4                                           | 9,5                                           | 10,0                                          | 9,3                                           | 6,8                                           | 6,7                                           | 6,1                                           | 7,5                                           | 7,1                                           | 6,4                                           | 87,8                                          |
| Релативна влажност, %                              | 81                                            | 77                                            | 73                                            | 74                                            | 72                                            | 73                                            | 72                                            | 73                                            | 74                                            | 78                                            | 80                                            | 82                                            | 76                                            |
| Извор: Servizio Meteorologico (humidity 1961–1990) |                                               |                                               |                                               |                                               |                                               |                                               |                                               |                                               |                                               |                                               |                                               |                                               |                                               |

## Становништво
Према резултатима пописа становништва 2011. у општини је живело 111.500 становника.
| 1931.  | 1936.  | 1951.  | 1961.  | 1971.   | 1981.   | 1991.   | 2001.   | 2011.   |
| ------ | ------ | ------ | ------ | ------- | ------- | ------- | ------- | ------- |
| 64.372 | 69.379 | 79.862 | 98.019 | 116.620 | 114.598 | 107.454 | 107.223 | 111.500 |

Године 2008.. Виченца је имала нешто близу 120.000 становника, што је 2 пута више него пре једног века. Виченца има и знатно приградско подручје, са којим броји око дупло више становника.
Град данас има значајан удео имигрантског становништва. 88% становника су грађани Италије. Осталих 12% су досељеници из свих крајева свега, али највише са Балкана. Према подацима Министарства дијаспоре за Србију у Виченци легално живи 15.000 грађана из Србије.

## Градска архитектура
Виченца је град са дугом историјом. Посебно је значајно градитељско наслеђе познатног ренесансног архитекте Паладија. Због тога град зову и „Градом Паладија”. Овај познати архитекта оставио низ вредних грађевина у граду и околини (Вила Ротонда, Базилика Паладијана, Театро Олимпико). Поред тога очувано старо градско језгро садржи и низ цркава, градских здања, палата.

## Галерија
- Базилика Паладијана
- Торањ Кастело
- Трг Кастело
- Црква Санта Кјара
- Позната Вила Ротонда, Паладијево дело, у близини Виченце
- Улаз у Театро Олимпико
- Палата Лођа ди Капитано

## Међународна сарадња
- Пфорцхајм
- Анси
- Кливленд
- Осијек
- Бургос